# 알 다프라 공군기지
알 다프라 공군기지(قاعدة الظفرة الجوية, Al Dhafra Air Base)는 아랍에미리트의 공군 기지이다.

## 역사

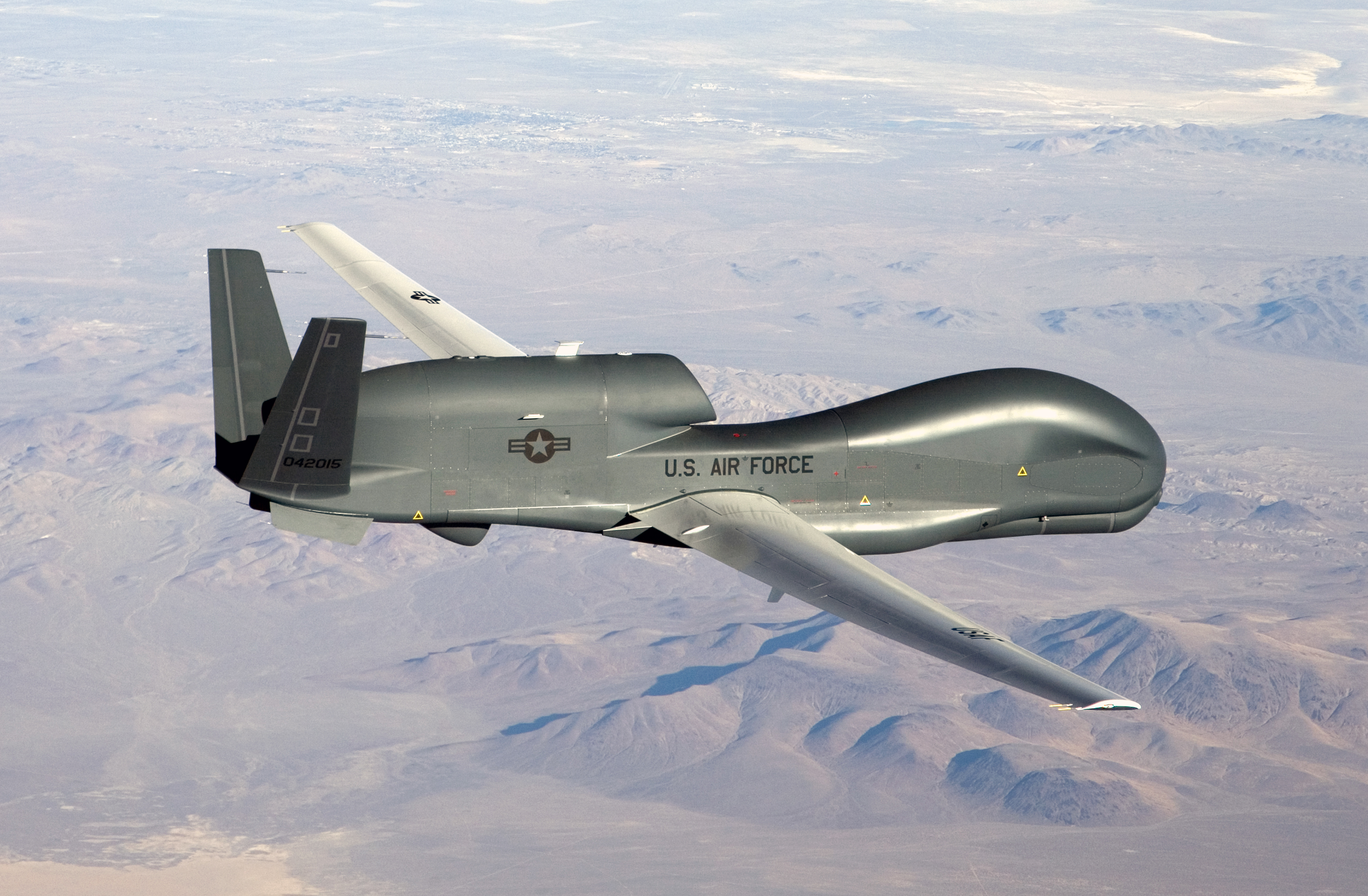
RQ-4 글로벌 호크 무인정찰기

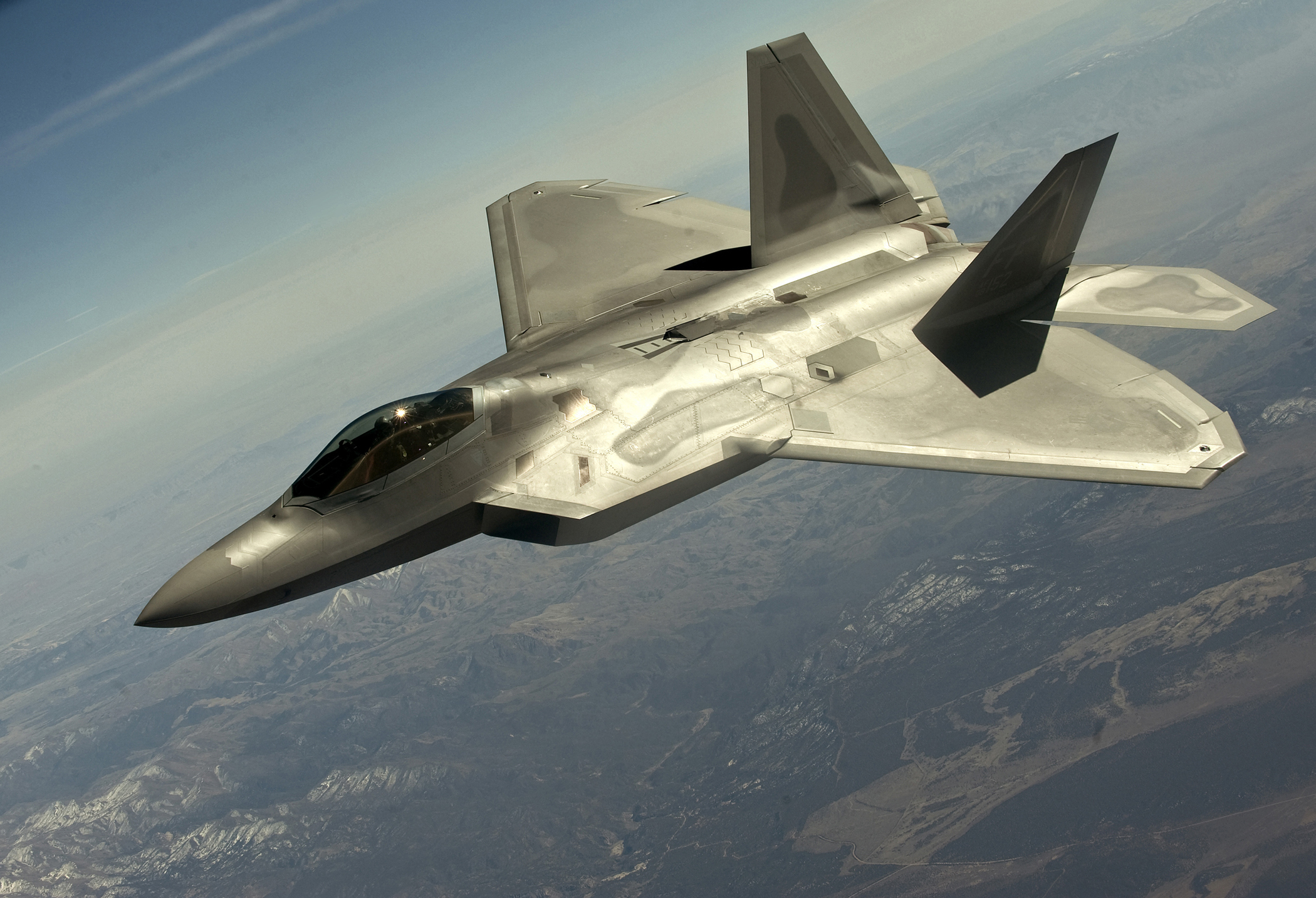
F-22 랩터

2005년 6월 22일 새벽 5시 30분(한국시간), 알 다프라 공군기지의 미국 공군 제380 원정비행단(사령관 대릴 버크 대령)에 소속된 록히드 U-2 정찰기가 이라크와 아프가니스탄의 작전을 지원하고 귀환하던 도중 이란에서 추락했다. 조종사는 사망했다. 매일 이륙해서 작전을 지원했다.
알 다프라 기지에는 U-2S와 RQ-4 글로벌 호크 정찰기, E-3B 조기경보기와 KC-10A 공중급유기 등을 갖추고 아랍 전역에 대한 감시 정찰과 지원 임무를 맡은 미 공군 제380항공원정비행단이 주둔해 있기 때문에 다른 기지에서 출격한 전투기들에 대한 지원 임무를 수행한다.
2012년 4월 30일, AFP 통신은 미국 관리가 "미국이 F-22 랩터를 UAE 알 다프라 공군기지에 배치했다"고 공식확인했다고 전했다. UAE 수도 아부다비 인근의 알 다프라 공군기지는 이란에서 불과 200 km 떨어져 있다. 이란 수도 테헤란에서는 1,280 km 떨어져 있다.
2013년, UAE의 알-다프라 공군기지에서 F-22 랩터가 발진해 이란 공군의 F-4 팬텀 전투기를 요격했다.
2017년, 북한 노동자들이 이슬람국가(IS)에 맞서 싸우기 위한 미국이 UAE에서 벌이고 있는 알-다프라 공군기지 확장 공사에까지 동원되고 있다. 북한은 두바이에 2곳, 아부다비에 한 곳 등 UAE에서만 3곳의 북한 식당을 운영하고 있다.

## 같이 보기
- 피스캠프